# Gadella norops
Gadella norops är en fiskart som beskrevs av Paulin, 1987. Gadella norops ingår i släktet Gadella och familjen Moridae. Inga underarter finns listade i Catalogue of Life.